# Ministère de la Santé (Nouveau-Brunswick)
Pour les articles homonymes, voir Ministère de la Santé.
Le ministère de la Santé est un ministère néo-brunswickois.
Le département a été créé en 1918 en tant que ministère de la Santé et du Travail et a progressivement pris de l'importance, se divisant en deux en 1944 avec une section devenant le ministère de la Santé. Il a commencé à se développer rapidement dans les années 1960 lorsque le programme d'égalité des chances du premier ministre Louis Robichaud a consolidé la compétence en matière de santé avec la province par opposition aux gouvernements locaux et avec l'introduction de la médecine publique dans la même décennie.

## Ministres
| #                                                   | Ministre                           | Dates                                | Gouvernement                       |
| Ministre de la Santé et du Travail                  | Ministre de la Santé et du Travail | Ministre de la Santé et du Travail   | Ministre de la Santé et du Travail |
| --------------------------------------------------- | ---------------------------------- | ------------------------------------ | ---------------------------------- |
| 1.                                                  | William Roberts                    | 4 octobre 1918 – 28 février 1923     | Foster                             |
|                                                     | William Roberts                    | 28 février 1923 – 10 septembre 1925  | Veniot                             |
| 2.                                                  | Henry I. Taylor                    | 14 septembre 1925 – 18 mai 1931      | Baxter                             |
|                                                     | Henry I. Taylor                    | 18 mai 1931 – 11 juin 1933           | Richards                           |
|                                                     | Henry I. Taylor                    | 11 juin 1933 – 12 juillet 1935       | Wolfe Tilley                       |
|                                                     | William Roberts                    | 16 juillet 1935 – 10 février 1938    | Dysart                             |
|                                                     | John Babbitt McNair (intérim)      | 10 février 1938 – 16 juillet 1938    | Dysart                             |
| 3.                                                  | Pio Héliodore Laporte              | 16 juillet 1938 – 29 juillet 1939    | Dysart                             |
|                                                     | John B. McNair (intérim)           | 30 juillet 1939 – 13 mars 1940       | Dysart                             |
| 4.                                                  | J. André Doucet                    | 13 mars 1940 – 27 septembre 1944     | McNair                             |
| Ministre de la Santé                                |                                    |                                      |                                    |
| 5.                                                  | Frederic McGrand                   | 27 septembre 1944 – 8 octobre 1952   | McNair                             |
| 6.                                                  | John F. McInerney                  | 8 octobre 1952 – 8 juillet 1960      | Flemming                           |
| 7.                                                  | Georges Dumont                     | 8 juillet 1960 – 4 juillet 1966      | Robichaud                          |
| 8.                                                  | Stephen Weyman                     | 15 septembre 1966 – 20 novembre 1967 | Robichaud                          |
| 9.                                                  | Norbert Thériault                  | 20 novembre 1967 – 12 novembre 1970  | Robichaud                          |
| 10.                                                 | Paul Creaghan                      | 12 novembre 1970 – 18 juillet 1972   | Hatfield                           |
| 11.                                                 | Lawrence Garvie                    | 18 juillet 1972 – 3 décembre 1974    | Hatfield                           |
| 12.                                                 | G. W. N. Cockburn                  | 3 décembre 1974 – 20 décembre 1976   | Hatfield                           |
| 13.                                                 | Brenda Robertson                   | 20 décembre 1976 – 30 octobre 1982   | Hatfield                           |
| 14.                                                 | Charles Gallagher                  | 30 octobre 1982 – 3 octobre 1985     | Hatfield                           |
| Ministre de la Santé et des Services communautaires |                                    |                                      |                                    |
| 15.                                                 | Nancy Clark Teed                   | 3 octobre 1985 – 27 octobre 1987     | Hatfield                           |
| 16.                                                 | Joseph Raymond Frenette            | 27 octobre 1987 – 9 octobre 1991     | McKenna                            |
| 17.                                                 | Russell King                       | 9 octobre 1991 – 14 octobre 1997     | McKenna                            |
|                                                     | Russell King                       | 14 octobre 1997 – 14 mai 1998        | Frenette                           |
| 18.                                                 | Ann Breault                        | 14 mai 1998 – 21 juin 1999           | Thériault                          |
| Ministre de la Santé et du Bien-être                |                                    |                                      |                                    |
| 19.                                                 | Dennis Furlong                     | 21 juin 1999 – 9 octobre 2001        | Lord                               |
| 20.                                                 | Elvy Robichaud                     | 9 octobre 2001 – 14 février 2006     | Lord                               |
| Ministre de la Santé                                |                                    |                                      |                                    |
| 21.                                                 | Brad Green                         | 14 février 2006 – 3 octobre 2006     | Lord                               |
| 22.                                                 | Mike Murphy                        | 3 octobre 2006 – 22 juin 2009        | Graham                             |
| 23.                                                 | Mary Schryer                       | 22 juin 2009 – 12 octobre 2010       | Graham                             |
| 24.                                                 | Madeleine Dubé                     | 12 octobre 2010 – 5 septembre 2012   | Alward                             |
| 25.                                                 | Ted Flemming                       | 6 septembre 2012 – 7 octobre 2014    | Alward                             |
| 26.                                                 | Victor Boudreau                    | 7 octobre 2014 – 4 septembre 2017    | Gallant                            |
| 27.                                                 | Benoît Bourque                     | 4 septembre 2017 – 9 novembre 2018   | Gallant                            |
| 28.                                                 | Ted Flemming                       | 9 novembre 2018 – 29 septembre 2020  | Higgs                              |
| 29.                                                 | Dorothy Shephard                   | 29 septembre 2020 - 15 juillet 2022  | Higgs                              |
| 30.                                                 | Bruce Fitch                        | 15 juillet 2022 - 2 novembre 2024    | Higgs                              |
| 31.                                                 | John Dornan                        | 2 novembre 2024 - en cours           | Holt                               |